# 4569 Baerbel
A 4569 Baerbel (ideiglenes jelöléssel 1985 GV1) a Naprendszer kisbolygóövében található aszteroida. Carolyn Shoemaker fedezte fel 1985. április 15-én.